# Itacajá
Itacajá is een gemeente in de Braziliaanse deelstaat Tocantins. De gemeente telt 6.534 inwoners (schatting 2009).